# ألكساندرا مونزيكوفا
ألكساندرا ميخائلوفا مونزيكوفا (تلُفظ أيضًا كـمونزيكوفو أو مونجيكوفا)، وهي عالمة جغرافيا، ومؤرّخة، ومدرّسة، وكاتبة بلغارية.

## السيرة الذاتية
ولدت ألكساندرا مونزيكوفا في الرابع والعشرين من يناير عام 1889 في بلوفدف، بلغاريا. كان والداها قاضيًا ومدرّسًا. نُفيَ جدها وجدتها من منطقة بانسكو في بلغاريا، واستقرّا في بلوفدف بعد القمع الوحشي الذي تلقته انتفاضة كريسنا رازلوغ عام 1878.
في عام 1906، انتقل والداها إلى العاصمة صوفيا من أجل العمل. تخرجت ألكساندرا من ثانوية صوفيا الثانية للفتيات عام 1907. بعد أن أصبحت مدرّسةً في قرية ترانسكا كليسورا (حي ترانسكا، الضواحي الغربيّة). هناك، تزوّجت نايدن نيكولوف، الذي كان مدرّسًا أيضًا في المدرسة ذاتها، منذ ذلك الوقت بدأت تُعرف أحيانًا بألكساندرا مونزيكوفا نيكولوف. في السنة ذاتها، كانت أيضًا طالبةً في قسميّ التاريخ والجغرافيا في جامعة صوفيا، ولكن بسبب عدة عوامل كالأمومة، والحروب، والانتفاضة، وأحداث أخرى، لم تتخرج حتى عام 1924 من قسم التاريخ وفقه اللغة.
خلال الحرب العالمية الأولى، ترجمت ونشرت كتاب «معلّم العمّال» للكاتب إدموندو دي أميجي. في السنوات ما بين 1927 و1930، نشرت ألكساندرا عدة كتب، بعناوين: رومانيا، ويوغسلافيا، وألبانيا، وتركيا الأوربيّة، واليونان، ومقدونيا، ودبروجة. وفي عام 1928، نشرت جمعية المعونة المشتركة البولنديّة في بلغاريا كتابها عن بولندا.

### مدرّسة
بعد تخرّجها من الجامعة عملت مدرّسة للتاريخ، والجغرافيا، واللُّغة البلغارية في المدرسة الفرنسية في صوفيا مدة سبع سنوات حتى عام 1931. وفي السنة الدراسية 1931-1932، درّست في مدرسة صوفيا الثالثة للفتيان، وفي مدرسة صوفيا الأولى للفتيان في السنة التي تلتها. كما أنها درّست في مدرسة سانت ماريا الألمانية الخاصّة في صوفيا لمدة ثلاث سنوات.

### كاتبة
تركت ألكساندرا التدريس لتكرّس نفسها للنشاطات الصحفية، والاجتماعية، والترويجية، والعلمية، هادفةً لنشر العِلم بين الأوساط. ولتحقيق هدفها، التزمت بإلقاء المحاضرات والخُطب والقصص، وغالبًا ما استخدمت وسائل إضافية، مثل العرض على الشاشات والتقديم البصري. وشاركت أيضًا في تأليف كتاب جغرافيا للمدارس، ومقالاتٍ في صحفٍ ومجلّات، وكتابة افتتاحياتٍ للكتب. كما أنها ألقت عدة محاضرات عن الجغرافيا في سينما سالونيك في اليونان.  
عملت أيضًا في اتحاد الخريجين الفرنسيين في صوفيا، حيث ألقت محاضراتٍ عن فرنسا، والعاصمة باريس، والثورة الفرنسية، والمتاحف في فرنسا، ومواضيع مشوقة أخرى، مصحوبةً بوسائل بصرية. اختيرت مرشدة ثقافية في زيارتها للمعرض العالمي في باريس عام 1937، وفي السنة التي تلت، قامت بنشر كتابها: «باريس عبر الزمن» عام 1938.  
نشرت مجموعة واسعة من المقالات العلمية الأصلية والمُترجمة في جرائدٍ مثل «زاريا»، و«ميل»، و«أنفِل»، وجرائدٍ أخرى. وتعاونت أيضًا مع مجلّاتٍ، مثل «بولغاريان تورست»، و«يوث تورست»، و«أور فِلِج»، و«فايت» لكتابة مقالاتٍ للتوعية ضد إدمان الكحول.
كانت في الوقت ذاته عضوةً فعّالة في إدارة جمعية الجغرافيين البلغاريين، وأصبحت رئيسته منذ عام 1944 حتى عام 1948. بقيت ألكساندرا عضوةً فخريةً في جمعية الجغرافيين البلغاريين حتى نهاية حياتها، إضافةً إلى الجمعية الجغرافية الروسية في لينيغراد.

### مؤلّفة
ألَّفت ألكساندرا وشاركت في تأليف العديد من الكتب عن جغرافيا بلغاريا ومقالاتٍ عن تاريخ وجفرافية بلغاريا، ومنها «جُغرافية بلغاريا»، وشاركت في تأليف كتاب بعنوان «جغرافية بلغاريا في حدودها الحاليّة» (1942). وكانت المحررة الوحيدة لجريدة «تريزفاتشي» مدة سبع سنوات.
يعد كتاب «صوفيا عبر الزمن» (1946) أهم أعمالها وأكثرها بروزًا، إذ تسرد الحياة في العاصمة منذ بداية نشأتها حتى احتلالها عام 1944. الكتاب غنيٌّ بالمعلومات وحصل على جائزتين من الأكاديمية البلغارية للعلوم ومجلس بلدية صوفيا.
في أثناء وجودها في موسكو بين عامي 1947 و1950، أرسلت عددًا من المقالات إلى مجلّات عدّة، كمجلة «جيوغرافيكال ريفيو». نشرت عددًا من الكتب عام 1949، من ضمنها «قصر الكرملين في موسكو»، و«لينيغراد»، و«رحلة عبر القوقاز».

### أمينة محفوظات
منذ العام 1950، حتى 1953، عاشت وعملت في لندن، حيث كان زوجها «نايدن نيكولوف» السفير البلغاري في بريطانيا. في أثناء عملها هناك، كانت المسؤولة عن الأبحاث في المتحف البريطاني، وكانت أيضًا مسؤولةً عن الأرشيف الدبلوماسي في المكتب البريطاني للأجانب. قامت هناك بالبحوث، والطباعة، وكتبت يدويًا مستنداتٍ دبلوماسية تخص التاريخ البلغاري في القرن التاسع عشر. قدّمت المستندات التي جمعتها من الأرشيف للمعهد البلغاري للتاريخ في الأكاديمية البلغارية للعلوم عام 1953. اعتمادًا على هذه المعلومات، كتبت مقالاتٍ عديدة، مثل: «مستندات عن انتفاضة كريسنا، تأثير انتفاضة أبريل على إنكلترا، فرنسا، وايطاليا»، و«مشكلة حركات التحرير الوطني في بلغاريا منذ عام 1863 حتى عام 1869».
خزِّن أرشيفها الخاص المعتمد على أبحاثها في «صندوق 1064ك» (بالبلغاريّة) في أرشيف الدولة المركزي، وهو مكوّن من 69 مستندًا مخزونًا، متضمنةً مستندات وصور معنونة منذ عام 1861 حتى عام 1956.

## موتها
توفيت في الثاني من يوليو عام 1959، في صوفيا.